# شاطئ حفري

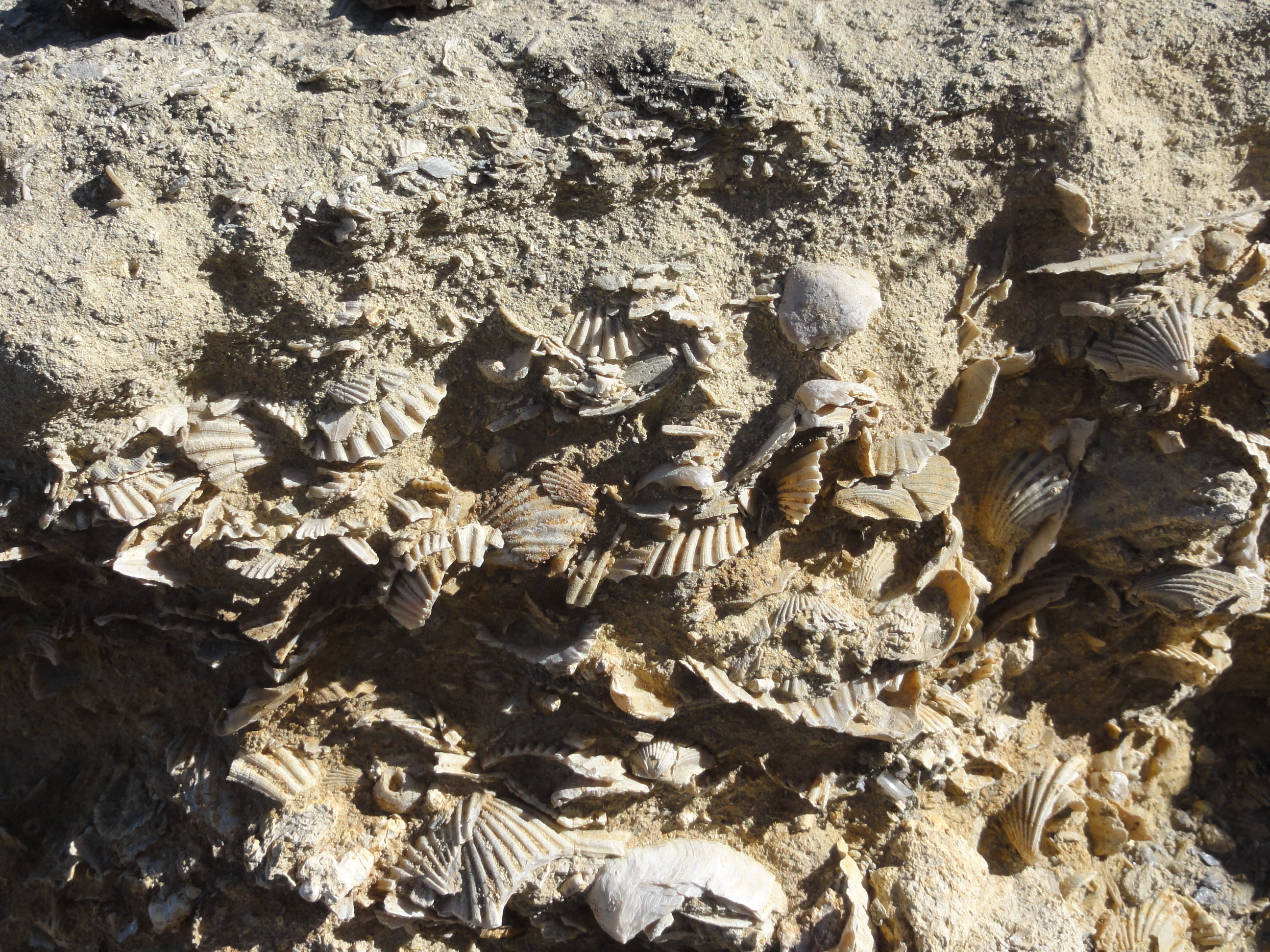

الشاطئ الحفري هو شاطئ قديم تتم المحافظة عليه في شكل أحفوري لأسباب تتعلق بالتغير الطارئ على مستوى البحر أو التغير في ارتفاعه والذي يتسبب في تحول الشاطئ إلى ما يشبه الشرفة المرتفعة.
ويمكن اكتشاف الشواطئ الأحفورية حيث توجد محاجر حجر الكلس أو عمليات التعدين السطحي. على سبيل المثال، تحتوي ميامي على العديد من الشواطئ الأحفورية التي تم اكتشافها بالقرب من مناجم حجر الكلس. وهناك نموذج شهير لهذه الشواطئ وهو قيعان باينكريست - وهي عبارة عن تكوينات صخرية حاملة لمكونات أحفورية تم العثور عليها في جنوب المدينة والتي هي عبارة عن جزء من تكوين جيولوجي أكبر بكثير - تكوينات تاميامي.
العينات الأحفورية التي يتم العثور عليها في الشاطئ الأحفوري تتنوع بتنوع عمر صخرة القاعدة أو منشأ قاع البحر ونوع البيئة التي تنتمي لعصر ما قبل التاريخ والتي تم العثور عليها في الموقع. في جنوب غرب إنجلترا، تم العثور على مكونات جوراسية من الأصداف المتحجرة. في جنوب فلوريدا، تم العثور على أصداف من العصر الميوسيني وحيوانات بحرية مثل أسنان سمك القرش كبير الأسنان المنقرض.